# Japonica saepestriata
Japonica saepestriata is een vlinder uit de familie van de Lycaenidae. De wetenschappelijke naam van de soort werd als Dipsas saepestriata in 1865 gepubliceerd door William Chapman Hewitson.